# Metenoploides capitulus
Metenoploides capitulus är en rundmaskart som beskrevs av Christian Wieser 1953. Metenoploides capitulus ingår i släktet Metenoploides och familjen Enoplidae. Inga underarter finns listade i Catalogue of Life.